# Inderit
Inderit ist ein selten vorkommendes Mineral aus der Mineralklasse der „Borate“ (ehemals Nitrate, Carbonate und Borate) mit der chemischen Zusammensetzung Mg[B3O3(OH)5]·5H2O und damit chemisch gesehen ein wasserhaltiges Magnesiumborat.
Inderit kristallisiert im monoklinen Kristallsystem und entwickelt oft langprismatische Kristalle mit fast quadratischem Querschnitt. Er kommt aber auch in Form faseriger bis nadeliger, nierig-knolliger oder massiger Mineral-Aggregate vor. In reiner Form ist das Mineral farblos und durchsichtig mit glas- bis fettähnlichem Glanz auf den Oberflächen. Durch vielfache Lichtbrechung aufgrund von Gitterfehlern oder polykristalliner Ausbildung sowie durch Verlust von Kristallwasser kann er aber auch durchscheinend weiß sein und durch Fremdbeimengungen eine rosa, grünlichgelbe oder hellrote Farbe annehmen.
Mit einer Mohshärte von 2,5 bis 3 gehört Inderit zu den mittelharten Mineralen, die ähnlich wie das Referenzmineral Calcit (Härte 3) mit einer Kupfermünze ritzen lassen.

## Etymologie und Geschichte

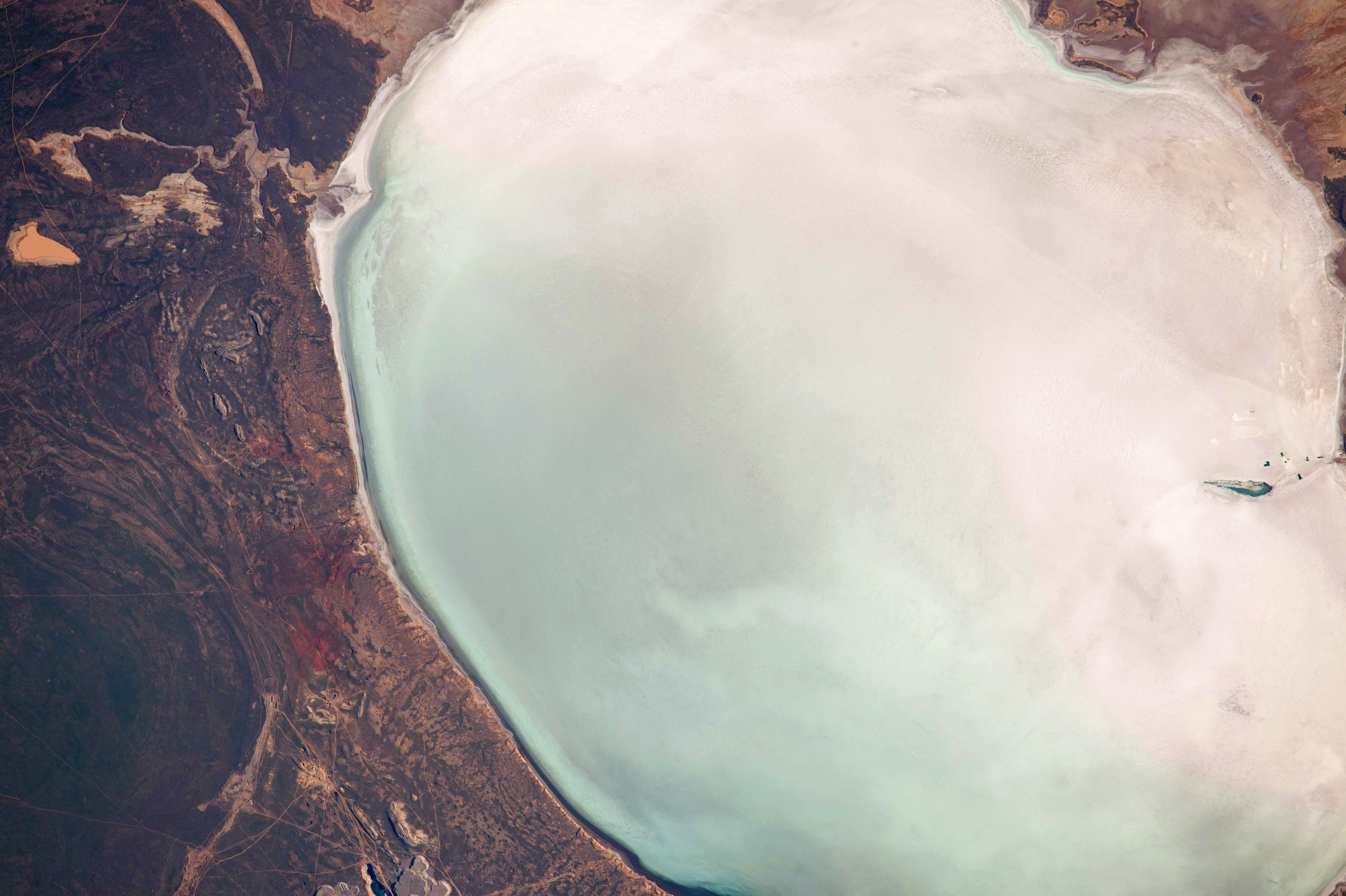
Satellitenbild vom namensgebenden Indersee

Entdeckt wurde das Mineral 1937 durch A. M. Boldyreva (russisch А. М. Болдыревой) in Mineralproben, die 1935 von D. I. Saweljew (russisch Д. И. Савельев) im Graben Nr. 7 der Bor-Lagerstätte Nr. 7 nahe dem Indersee im Gebiet Atyrau in Kasachstan gesammelt wurde. Je. N. Jegorowa (russisch Е. Н. Егорова, wiss. Transliteration E. N. Egorova) führte die Analysen zur Bestimmung der chemischen Zusammensetzung durch. Benannt wurde Inderit nach dem nahe der Typlokalität gelegenen See.
1956 beschrieben Clifford Frondel, Vincent Morgan und F. L. T. Waugh ein neues Borat-Mineral aus dem Tagebau bei Boron (Kern County) im US-Bundesstaat Kalifornien und bezeichneten es als Lesserit. Waldemar Theodore Schaller und Mary E. Mrose stellten jedoch 1960 bei genaueren Analysen fest, dass Lesserit mit Inderit identisch ist.
Ein Aufbewahrungsort für das Typmaterial des Minerals ist bisher nicht dokumentiert (Stand 2021).

## Klassifikation
In der veralteten 8. Auflage der Mineralsystematik nach Strunz gehörte der Inderit noch zur gemeinsamen Mineralklasse der „Nitrate, Carbonate und Borate“ und dort zur Abteilung der „Gruppenborate (Soroborate)“, wo er zusammen mit Meyerhofferit die „Inderit-Meyerhofferit-Gruppe“ mit der System-Nr. Vc/B.04 und den weiteren Mitgliedern Inderborit, Inyoit und Kurnakovit sowie im Anhang mit Ameghinit bildete.
Im zuletzt 2018 überarbeiteten und aktualisierten Lapis-Mineralienverzeichnis nach Stefan Weiß, das sich aus Rücksicht auf private Sammler und institutionelle Sammlungen noch nach dieser alten Form der Systematik von Karl Hugo Strunz richtet, erhielt das Mineral die System- und Mineral-Nr. V/H.06-20. In der „Lapis-Systematik“ entspricht dies ebenfalls der Abteilung „Gruppenborate“, wo Inderit zusammen mit Inderborit, Inyoit, Kurnakovit, Meyerhofferit und Solongoit eine eigenständige, aber unbenannte Gruppe bildet.
Die seit 2001 gültige und von der International Mineralogical Association (IMA) zuletzt 2009 aktualisierte 9. Auflage der Strunz’schen Mineralsystematik ordnet den Inderit dagegen in die jetzt eigenständige Klasse der „Borate“ und dort in die Abteilung der „Triborate“ ein. Diese ist zudem weiter unterteilt nach der Struktur der Boratkomplexe, so dass das Mineral entsprechend seinem Aufbau in der Unterabteilung „Insel-Triborate (Neso-Triborate)“ zu finden ist, wo es als einziges Mitglied die unbenannte Gruppe 6.CA.15 bildet.
Die vorwiegend im englischen Sprachraum gebräuchliche Systematik der Minerale nach Dana ordnet den Inderit wie die veraltete Strunz’sche Systematik in die gemeinsame Klasse der „Carbonate, Nitrate und Borate“ und dort in die Abteilung und gleichnamige Unterabteilung „Wasserhaltige Borate mit Hydroxyl oder Halogen“ ein. Hier ist er zusammen mit Inyoit und Inderborit in der unbenannten Gruppe 26.03.01 zu finden.

## Kristallstruktur
Inderit kristallisiert monoklin in der Raumgruppe P21/a (Raumgruppen-Nr. 14, Stellung 3) mit den Gitterparametern a = 12,04 Å; b = 13,11 Å; c = 6,82 Å und β = 104,5° sowie 4 Formeleinheiten pro Elementarzelle.

## Eigenschaften

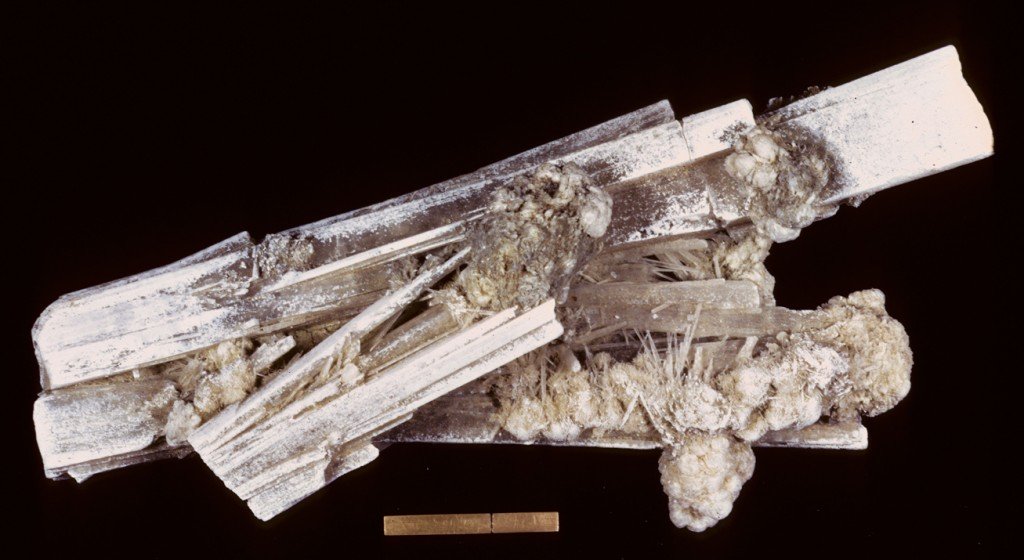
Mattweiß angelaufener Inderit aus dem Tagebau „U.S. Borax“
(Länge des Vergleichsmaßstabs 1 Zoll (= 2,54 cm) mit Einkerbung bei einem Zentimeter)

Wird Inderit ungeschützt an der Luft aufbewahrt, verliert er mit der Zeit sein Kristallwasser und die Kristallflächen laufen mattweiß an. Der Vorgang kann allerdings rückgängig gemacht werden, indem man das Mineral einige Minuten in Wasser taucht.

## Modifikationen und Varietäten
Die Verbindung Mg[B3O3(OH)5]·5H2O ist dimorph und kommt in der Natur neben der monoklin kristallisierenden Modifikation Inderit noch als triklin kristallisierender Kurnakovit vor.

## Bildung und Fundorte

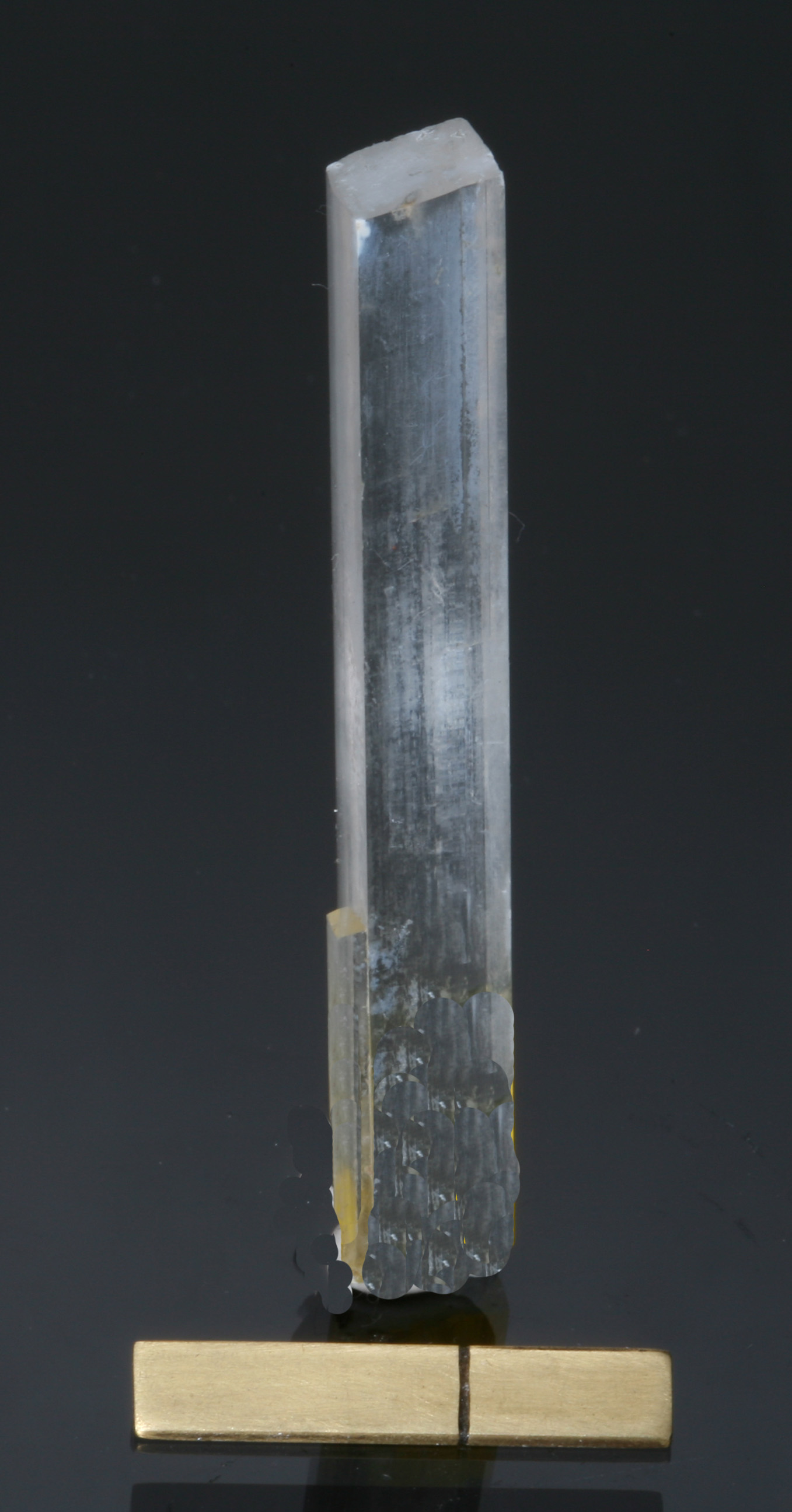
Nahezu wasserklarer, doppelendiger Inderitkristall aus Boron, Kern County, Kalifornien, USA

Inderit bildet sich sedimentär in lakustrischen Bor-Lagerstätten. Als Begleitminerale können unter anderem Hydroboracit (Indersee, Kasachstan), Kurnakovit (Sarıkaya, Türkei), Borax, Ulexit, Auripigment, Realgar (Boron, Kalifornien, USA) auftreten.
Als seltene Mineralbildung konnte Inderit nur an wenigen Fundorten nachgewiesen, wobei bisher (Stand 2013) etwa 15 Fundorte als bekannt gelten. Seine Typlokalität Indersee ist dabei die bisher einzige bekannte Fundstätte in Kasachstan.
Weitere bisher bekannte Fundorte sind unter anderem die „Tincalayu Mine“ am Salzsee Salar del Hombre Muerto in Argentinien, die Salzseen in Da Qaidam (Qinghai) und Gê'gyai (Tibet) in China, die „Brosso Mine“ in der italienischen Gemeinde Lessolo (piemontesisch Léssoj), die Bor-Lagerstätte „Titovskoe“ in der Tas-Khayakhtakh-Gebirgskette in der ostsibirischen Republik Sacha (Jakutien) in Russland, die Bor-Lagerstätten bei Kırka und Sarıkaya (Yozgat) in der türkischen Region Zentralanatolien sowie das Grubenfeld „Hard Scramble“ nahe Ryan (Inyo County) in den Black Mountains und an mehreren Orten der Bor- bzw. Borax-Lagerstätte in der Umgebung von Boron (Kern County) im US-Bundesstaat Kalifornien.
Die Lagerstätten in Boron sind zudem aufgrund außergewöhnlicher Inderitfunde mit bis zu 10 Zentimeter langen gut ausgebildeten Kristallen bekannt. Es sollen aber auch schon bis zu 30 Zentimeter lange Inderitkristalle gefunden worden sein.

## Verwendung
Inderit wird neben Borax hauptsächlich als Bor-Erz für die chemische Industrie abgebaut.
Gelegentlich wird er aber auch zu Sammlerzwecken in verschiedenen Schmuckstein-Schliffen angeboten. In faseriger Ausbildung und unter Verwendung des Cabochon-Schliffs kann Inderit auch den vor allem beim Tigerauge bekannten Katzenaugeneffekt zeigen.